# Юстрич, Хуан
Хуа́н Эли́ас Ю́стрич (исп. Juan Elías Yustrich; 9 июля 1909, Росарио — 6 октября 2002, Буэнос-Айрес) или Юстрич (хорв. Justrić) — аргентинский футболист, вратарь.

## Карьера
Хуан Элиас Юстрич родился в семье хорватских родителей. Его первыми командами стали любительские «Фишертон» и «Провинсиаль де Росарио», выступавшие в Лиге Росарина. Он начал карьеру в клубе «Бока Хуниорс», в котором дебютировал 30 января 1932 года в товарищеской игре против «Индепендьенте». И в первой же игре голкипер пропустил 3 гола, а его команда победила 4:3. 13 марта того же года он провёл первую официальную игру за клуб, где его команда победила 5:2 «Атланту». В целом сезон 1932 года клуб провёл неудачно, заняв только 4 место. В следующем году команда до последнего тура боролась за победу, заняв, в итоге, 2 место. В последующие два сезона клуб занимал только первое место. С середины 1936 года Юстрич потерял место в основном составе команды, уступив Луису Саваццини, но на следующий год смог вновь стать основным голкипером команды. Но тот год стал последним для Хуана Элиаса в «Боке». Из-за конфликта с казначеем клуба Салецци он был вынужден покинуть «Хуниорс».
В 1938 году Юстрич, на правах аренды, перешёл в клуб «Химнасия и Эсгрима». Там он провёл два сезона, а затем перешёл в «Ланус», где и завершил карьеру. Уже покинув «Боку», Устрич сыграл свой единственный матч в составе сборной Аргентины.
В 1980-х годах Хуан Элиас работал учителем физкультуры в Мар-дель-Плата. 6 октября 2002 года Юстрич умер в больнице Британико, куда был помещён из-за церебральной ишемии. 11 октября он был похоронен на кладбище Чакарита рядом с женой, Иселой Сантамария.

## Статистика
| Сезон | Клуб         | Лига    | Чемпионат | Чемпионат | Копа Компетенсия | Копа Компетенсия | Кубок Беккара Варелы | Кубок Беккара Варелы | Копа де Онор | Копа де Онор | Товарищеские | Товарищеские | Всего | Всего |
| Сезон | Клуб         | Лига    | Игры      | Голы      | Игры             | Голы             | Игры                 | Голы                 | Игры         | Голы         | Игры         | Голы         | Игры  | Голы  |
| ----- | ------------ | ------- | --------- | --------- | ---------------- | ---------------- | -------------------- | -------------------- | ------------ | ------------ | ------------ | ------------ | ----- | ----- |
| 1932  | Бока Хуниорс | Примера | 31        | -43       | 1                | -3               | 6                    | -7                   | —            | —            | 7            | -14          | 45    | -67   |
| 1933  | Бока Хуниорс | Примера | 28        | -33       | 3                | -6               | —                    | —                    | —            | —            | 3            | -6           | 34    | -45   |
| 1934  | Бока Хуниорс | Примера | 28        | -45       | —                | —                | —                    | —                    | —            | —            | —            | —            | 28    | -45   |
| 1935  | Бока Хуниорс | Примера | 29        | -23       | —                | —                | —                    | —                    | —            | —            | 7            | -9           | 36    | -34   |
| 1936  | Бока Хуниорс | Примера | 14        | -16       | —                | —                | —                    | —                    | 16           | -16          | 5            | -9           | 35    | -41   |
| 1937  | Бока Хуниорс | Примера | 27        | -40       | —                | —                | —                    | —                    | —            | —            | 3            | -9           |       | -     |
| Всего | Бока Хуниорс | Примера | 157       | -200      | 4                | -9               | 6                    | -7                   | 16           | -16          | 25           | -47          | 208   | -279  |

## Достижения
- Чемпион Аргентины (2): 1934, 1935